# Liste der Naturdenkmale in Katzwinkel (Eifel)
Die Liste der Naturdenkmale in Katzwinkel nennt die im Gemeindegebiet von Katzwinkel ausgewiesenen Naturdenkmale (Stand 4. Juni 2024).

## Naturdenkmale
| Nr.         | Bezeichnung | Lage                       | Beschreibung                                                                                       | Bild                                    |
| ----------- | ----------- | -------------------------- | -------------------------------------------------------------------------------------------------- | --------------------------------------- |
| ND-7233-155 | Alte Eiche  | Am Gäsbach, bei Nr. 7 Lage | Quercus robur, vor 1700 gepflanzt, 15 m hoch bei 2,6 m Brusthöhenumfang und 14 m Kronendurchmesser | Direkt Bild zu diesem Denkmal hochladen |